# Skånland

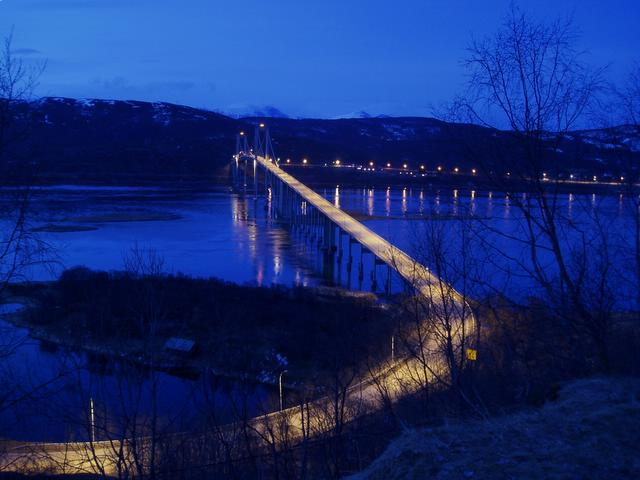
Tjeldsund bru über den Tjeldsund zwischen Skånland und Harstad

Skånland (nordsamisch: Skánit) ist eine ehemalige Kommune in Nordnorwegen in der Provinz (Fylke) Troms. Sie ging im Rahmen der Kommunalreform in Norwegen zum 1. Januar 2020 in die Kommune Tjeldsund über.
Hauptort und Verwaltungssitz war Evenskjer mit rund 800 Einwohnern.